# Combretum relictum
Combretum relictum là một loài thực vật có hoa trong họ Trâm bầu. Loài này được Hutch. & Dalziel mô tả khoa học đầu tiên năm 1927.